# Kim Gwang-seok
Đây là một tên người Triều Tiên, họ là Kim.
Kim Gwang-seok (tiếng Hàn Quốc: 김광석; sinh ngày 12 tháng 2 năm 1983) là một cầu thủ bóng đá Hàn Quốc kể từ năm 2007 thi đấu cho Pohang Steelers.

## Danh hiệu

### Câu lạc bộ
Pohang Steelers
- K League 1
  - Vô địch: 2007
  - Á quân: 2004
- Cúp KFA
  - Vô địch: 2008
  - Á quân: 2007
- Vô địch Cúp Liên đoàn bóng đá Hàn Quốc: 2009
- Giải vô địch bóng đá các câu lạc bộ châu Á Vô địch: 2009

## Thống kê sự nghiệp câu lạc bộ
Tính đến 28 tháng 11 năm 2011
| Thành tích câu lạc bộ | Thành tích câu lạc bộ | Thành tích câu lạc bộ | Giải vô địch | Giải vô địch | Cúp     | Cúp       | Cúp Liên đoàn | Cúp Liên đoàn | Châu lục | Châu lục  | Tổng cộng | Tổng cộng |
| Mùa giải              | Câu lạc bộ            | Giải vô địch          | Số trận      | Bàn thắng    | Số trận | Bàn thắng | Số trận       | Bàn thắng     | Số trận  | Bàn thắng | Số trận   | Bàn thắng |
| Hàn Quốc              | Hàn Quốc              | Hàn Quốc              | Giải vô địch | Giải vô địch | Cúp KFA | Cúp KFA   | Cúp Liên đoàn | Cúp Liên đoàn | Châu Á   | Châu Á    | Tổng cộng | Tổng cộng |
| --------------------- | --------------------- | --------------------- | ------------ | ------------ | ------- | --------- | ------------- | ------------- | -------- | --------- | --------- | --------- |
| 2003                  | Pohang Steelers       | K League 1            | 9            | 0            | 1       | 0         | -             | -             | -        | -         | 10        | 0         |
| 2004                  | Pohang Steelers       | K League 1            | 0            | 0            | 0       | 0         | 0             | 0             | -        | -         | 0         | 0         |
| 2005                  | Gwangju Sangmu        | K League 1            | 10           | 1            | 1       | 0         | 0             | 0             | -        | -         | 11        | 1         |
| 2006                  | Gwangju Sangmu        | K League 1            | 12           | 0            | 0       | 0         | 2             | 0             | -        | -         | 14        | 0         |
| 2007                  | Pohang Steelers       | K League 1            | 12           | 0            | 5       | 2         | 5             | 0             | -        | -         | 22        | 2         |
| 2008                  | Pohang Steelers       | K League 1            | 20           | 1            | 1       | 0         | 1             | 0             | 5        | 0         | 27        | 1         |
| 2009                  | Pohang Steelers       | K League 1            | 17           | 0            | 0       | 0         | 4             | 0             | 9        | 0         | 29        | 0         |
| 2010                  | Pohang Steelers       | K League 1            | 12           | 0            | 1       | 0         | 0             | 0             | 7        | 0         | 20        | 0         |
| 2011                  | Pohang Steelers       | K League 1            | 31           | 0            | 4       | 0         | 3             | 0             | -        | -         | 38        | 0         |
| Tổng cộng sự nghiệp   | Tổng cộng sự nghiệp   | Tổng cộng sự nghiệp   | 123          | 2            | 14      | 2         | 13            | 0             | 21       | 0         | 171       | 4         |